# Gulyás István (labdarúgó)
Gulyás István (Sajószentpéter, 1960. május 1. – 2022. február 24.) magyar labdarúgó, kapus.

## Pályafutása
Élvonalbeli pályafutását a Diósgyőri VTK csapatában kezdte 1981-ben. 1984 és 1986 között a Vasas labdarúgója volt. 1986 és 1991 között a Békéscsaba együttesében szerepelt, ahol az első idény után a csapat első számú kapusa lett. Tagja volt az 1988-as magyar kupa-győztes csapatnak. 1991 és 1993 között a Kispest-Honvéd játékos volt.  Az 1991–92-es idényben 23 alkalommal lépett pályára és bronzérmes lett a csapattal. A következő idényben csak három alkalommal védett és tagja volt a bajnok kispesti együttesnek.

## Sikerei, díjai
- Magyar bajnokság
  - bajnok: 1992–93
  - 3.: 1991–91
- Magyar kupa (MNK)
  - győztes: 1988